# Молиню Стейдиъм
Молиню Стейдиъм е футболен стадион в английския град Улвърхамптън и е собственост на отбора от Висшата лига ФК Улвърхамптън Уондърърс. Клубът играе мачовете си там от 1889 г. Стадионът е един от първите в страната, който поставя прожектори. Съоръжението приема и едни от първите мачове в Купата на европейските шампиони през 50-те.
По време на многомилионната си реконструкция през 1990-те, Молиню е бил един от най-големите и модерни стадиони в Англия. Стадионът е приемал мачове на националния отбор на Англия, както и първия финал за Купата на УЕФА през 1972 г. Въпреки че има капацитет 29 195 места, рекордът за посещаемост е 61 135 зрители.
През май 2010 са обявени планове за възстановяване на две от трибуните до сезон 2014 – 15, като така капацитетът ще се увеличи до 36 000 места. Първата фаза от този проект започна през лятото на 2011. Има и евентуални планове за по-дългосрочна реконструкция на всяко от трибуните, което вероятно ще увеличи капацитета до 50 000.

## Стадион
Стадионът се намира на няколкостотин ярда северно от центъра на град Улвърхамптън, в далечната страна на околовръстния път на града. Също така е и важна сграда в града, заради размерите си в област с преобладаващо ниски сгради. Състои се от четири трибуни:
- трибуна Стив Бъл (преди се е наричала Джон Айрлънд)
- трибуна Джак Харис
- трибуна Стан Кълис
- трибуна Били Райт

Отвън пред трибуните Били Райт и Стан Кълис има статуи на тези футболисти.
Целият капацитет е 28 525 седящи места, с временна трибуна, която го увеличава до 29 195. Сегашният дизайн е от 1990 г., когато бива преустроен с изцяло седящи места, заради доклада на Тейлър, който задължава британските стадиони да осигуряват седалки на всеки, който го посещава.
Преди този доклад стадионът е имал капацитет 60 000 зрители. Рекордът за посещаемост е 61 315 в мач от Първа дивизия срещу Ливърпул на 11 фенруари 1939.
Молиню е приемал и мачове на националния отбор на Англия. Първият е победата с 6 – 1 срещу Ирландия на 7 март 1891 г. Англия отново побеждава Ирландия с 4 – 0 на 14 февруари 1903 г. и губи от Уелс с 2 – 1 на 5 февруари 1936. Последният мач е загубата с 5 – 2 от Дания в квалификация за Мондиал 1958 на 5 декември 1956 г.
От май 2011 стадионът има капацитет 29 400. Трибуната Стан Кълис бива затворена за реконструкция и 230 места от долния етаж на трибуната Стив Бъл са премахнати. Всичко това намалява временно капацитета до 23 670. Долният етаж на новата Северна трибуна (4000 места) е отворена за ползване през септември 2011 за домакинството срещу Тотнъм Хотспър. Горния етаж на трибуната ще бъде завършен до края на сезона, увеличавайки капацитета до 31 500 места. Клубът отменя втората фаза от реконструкцията с обновяването на трибуната Стив Бъл.